# Nigel Slater
Nigel Slater, OBE (* 9. April 1958 in Wolverhampton) ist ein britischer Journalist, Koch und Autor. Seit zwei Jahrzehnten schreibt er eine monatlich erscheinende Koch-Kolumne für den Observer. Zuvor schrieb er fünf Jahre lang für die englische Ausgabe der Zeitschrift Marie Claire.

## Leben
Nigel Slater war der dritte und jüngste Sohn des Ehepaars Tony Slater, Fabrikbesitzer, und Kathleen Slater. Seine Mutter starb bereits 1965 an Asthma. 1973 starb auch sein Vater;  drei Jahre zuvor hatte er seine zweite Ehefrau Dorothy Perrens geheiratet.
Als er seine erste schulische Ausbildung auf der Woodfield Avenue School in der Kleinstadt Penn abgeschlossen hatte, zog Nigel Slater nach Worcestershire, wo er die Chantry High School besuchte. Dort verfasste er seine ersten Essays und belegte als einer von zwei Jungen das Fach Hauswirtschaft und Kochen.

## Publikationen
In seinem ersten Kochbuch, The Marie Claire Cookbook, veröffentlichte Nigel Slater 1992 in Großbritannien eine Auswahl seiner Rezepte. Es folgten 15 weitere Bücher. Bis heute erschienen in Deutschland seine Titel Tender – Gemüse,Tender – Obst, Das Küchentagebuch, Eat, Einfach genießen und Ein Jahr lang gut Essen beim DuMont Buchverlag. 
Der Film Toast (2010), der von Nigel Slaters Biografie Halbe Portion handelt, basiert auf seiner Jugendgeschichte zwischen Tragik und Genuss. In den Hauptrollen sind Helena Bonham Carter und Freddie Highmore (Nigel Slater) zu sehen.

### Übersicht der deutschsprachigen Kochbücher
- Halbe Portion. Wie ich lernte, die englische Küche zu lieben (Toast), 2005, ISBN 978-3-8225-0661-5.
- Tender I Gemüse. Von der Aubergine bis zur Zwiebel (Tender Volume I), 2012, ISBN 978-3-8321-9449-9.
- Tender I Obst. Vom Apfel bis zur Weintraube (Tender Volume II), 2013, ISBN 978-3-8321-9450-5.
- Das Küchentagebuch. Mit 250 Rezepten durch das Jahr (Kitchen Diaries II), 2014, ISBN 978-3-8321-9477-2.
- Einfach Genießen. Kochen Schritt für Schritt (Appetite), 2015, ISBN 978-3-8321-9496-3.
- Eat. Das kleine Buch der Fast-Food-Küche (eat), 2015, ISBN 978-3-8321-9489-5.
- Ein Jahr lang gut essen (A Year of Good Eating), 2016, ISBN 978-3-8321-9912-8.

## Auszeichnungen und Ehrungen
- 1995: Glenfiddich Cookery Writer of the Year Award
- 1995: Glenfiddich Trophy
- 1995: Glenfiddich Award for Best Visual Work für The Observer
- 1996: Media Personality of the Year Award (Good Food Awards)
- 1999: Glenfiddich Award for Best Visual Work für Real Food
- 1999: Best Newspaper Cookery Journalist Award
- 2000: André Simon Award für Kochbuch des Jahres für Appetite (Einfach Genießen, DuMont)
- 2004: André Simon Award für Toast (Halbe Portion, Piper)
- 2004: Glenfiddich Food Book of the Year für Toast (Halbe Portion, Piper)
- 2004: British Biography of the Year Award für Toast (Halbe Portion, Piper)
- 2004: Observer Food Monthly Book of the Year Award für Toast (Halbe Portion, Piper)
- 2004: WH Smith People’s Choice Award für „Toast“
- 2006: British Book Award für The Kitchen Diaries (Das Küchentagebuch, DuMont)
- 2007: Specialist Writer of the Year, PPA Awards * 2009: Honorary DLitt von der University of Wolverhampton
- 2009: BBC Food Personality of the Year